# Breviceps

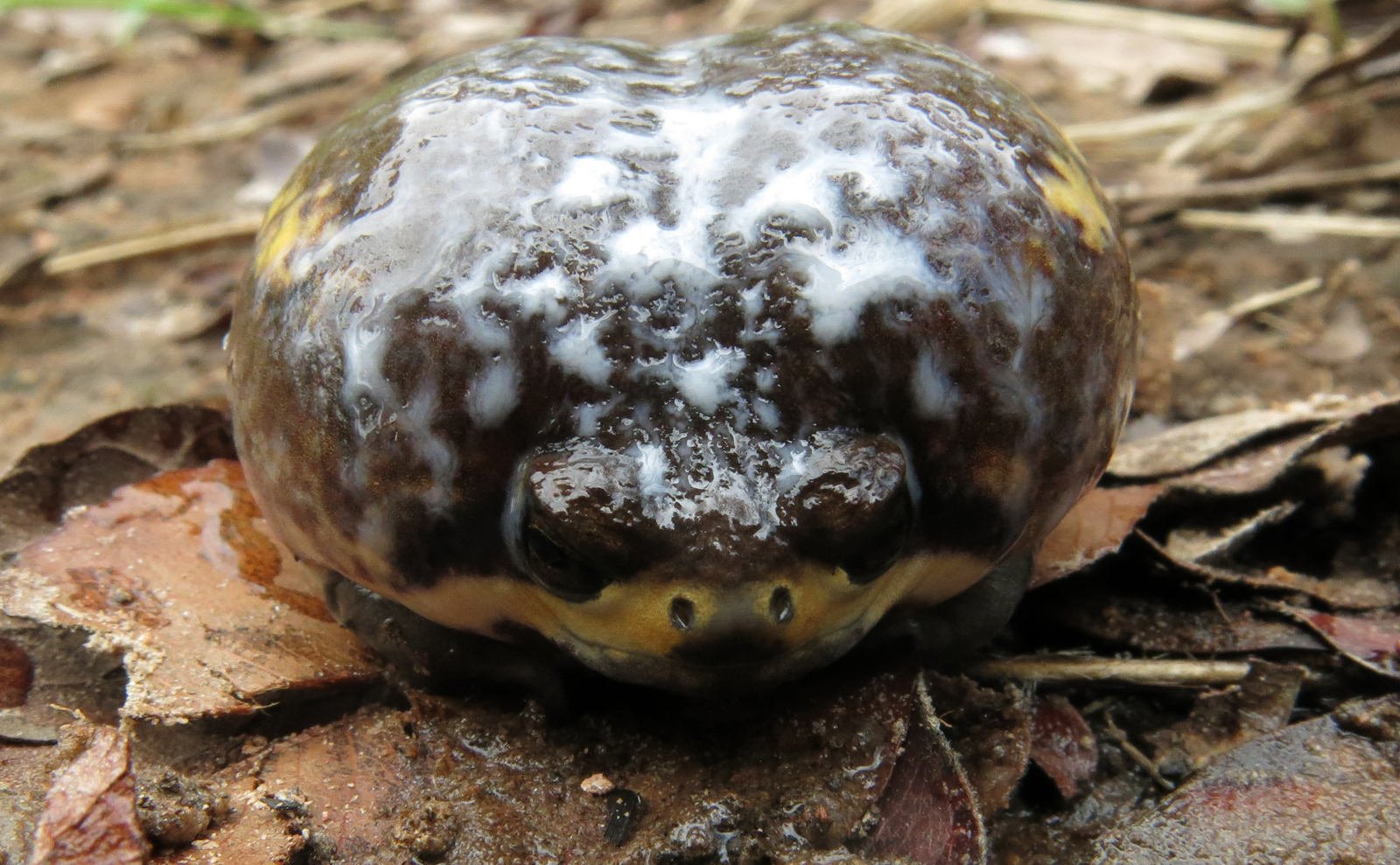
B. poweri

Breviceps – rodzaj płazów bezogonowych z rodziny Brevicipitidae.

## Zasięg występowania
Rodzaj obejmuje gatunki występujące we wschodniej i południowej Afryce.

## Charakterystyka
Gatunki z tego rodzaju zamieszkują jałowe, wyschnięte półpustynie. Płazy z tego rodzaju charakteryzują się krótką głową i krępym tułowiem. Na powierzchni ziemi pojawiają się tylko podczas gwałtownych, tropikalnych ulew. Samce są znacznie mniejsze od samic i mają tak krótkie kończyny w stosunku do swojej wielkości, że nie są w stanie trzymać samicy w pozycji ampleksus. Dlatego wydzielają specjalny klej, który utrzymuje samca na samicy podczas kopulacji. Samce wydają głośne, beczące, słyszalne z dużej odległości odgłosy, przywołujące samice. Kuliste jaja składane są w podziemnych komorach. Młode wylęgają się bezpośrednio z jaj, nie przechodząc metamorfozy.

## Systematyka

### Etymologia
- Breviceps: łac. brevis „krótki”[8]; -ceps „-głowy”, od caput, capitis „głowa”[9].
- Engystoma: gr. εγγυς engus „prawie, jak”[10]; στομα stoma, στοματος stomatos „usta”[11]. Gatunek typowy: Rana gibbosa Linnaeus, 1758.
- Systoma: gr. συστομος sustomos „mający wąski pysk”[4]. Gatunek typowy: Breviceps gibbosus Merrem, 1820 (= Rana gibbosa Linnaeus, 1758).

### Podział systematyczny
Do rodzaju należą następujące gatunki:
- Breviceps acutirostris(inne języki) Poynton, 1963
- Breviceps adspersus Peters, 1882 – podeszczowik południowoafrykański(inne języki)[12]
- Breviceps bagginsi(inne języki) Minter, 2003
- Breviceps branchi(inne języki) Channing, 2012
- Breviceps carruthersi(inne języki) Minter, Netherlands & Du Preez, 2017
- Breviceps fichus(inne języki) Channing & Minter, 2004
- Breviceps fuscus(inne języki) Hewitt, 1925
- Breviceps gibbosus(inne języki) (Linnaeus, 1758)
- Breviceps macrops Boulenger, 1907 – podeszczowik pustynny(inne języki)[6]
- Breviceps montanus(inne języki) Power, 1926
- Breviceps mossambicus(inne języki) Peters, 1854
- Breviceps namaquensis(inne języki) Power, 1926
- Breviceps ombelanonga(inne języki) Nielsen, Conradie, Ceríaco, Bauer, Heinicke, Stanley & Blackburn, 2020
- Breviceps passmorei(inne języki) Minter, Netherlands & Du Preez, 2017
- Breviceps pentheri(inne języki) Werner, 1899
- Breviceps poweri(inne języki) Parker, 1934
- Breviceps rosei(inne języki) Power, 1926
- Breviceps sopranus(inne języki) Minter, 2003
- Breviceps sylvestris(inne języki) FitzSimons, 1930
- Breviceps verrucosus(inne języki) Rapp, 1842